# Emilia-Romagna
Die Emilia-Romagna [eˈmilja roˈmaɲɲa] ist eine Region in Norditalien mit 4.451.938 Einwohnern (Stand 31. Dezember 2023).

## Geographie

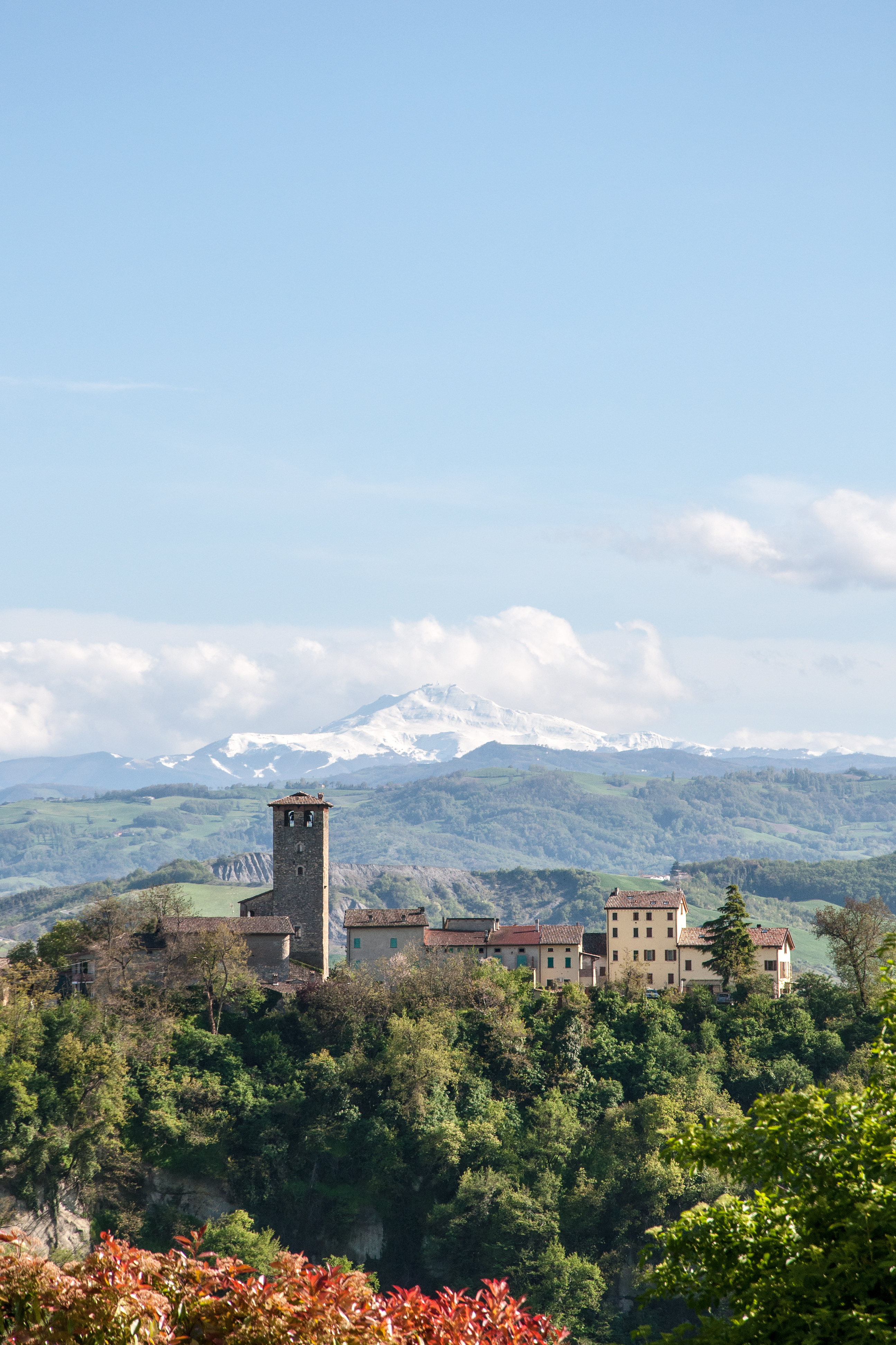
Monte Cimone von Castellarano aus gesehen

Die Emilia-Romagna liegt im südlichen Teil Norditaliens und grenzt im Norden in der Oberitalienischen Tiefebene auf weiter Strecke dem Po folgend an Venetien und die Lombardei, im Osten an die Adria. Im Süden hat sie Anteil am Apennin bzw. an der hier beginnenden Apenninhalbinsel und grenzt an die Toskana, die Marken und die Republik San Marino, im Westen an das Piemont und Ligurien.

## Name
Den Ostteil des Gebietes bildet die Romagna, eine historische Landschaft Norditaliens, die ab dem 8. Jahrhundert ein Jahrtausend zum Kirchenstaat gehörte. Ihr Name rührt noch aus der Zeit der Herrschaft der Langobarden, die das damals oströmische – zum byzantinischen Exarchat von Ravenna gehörende – Gebiet unter dem Namen Romania von ihrem eigenen Gebiet, der Langobardia (Lombardei), abgrenzten.
Die westlich davon gelegene Emilia gliederte sich nach dem 15. Jahrhundert in die historischen Herzogtümer Parma und Modena, die zum Zankapfel zwischen Habsburgern und Bourbonen wurden. Der Name Emilia stammt von der antiken Römerstraße Via Aemilia, nach der im 2. Jahrhundert die Region benannt wurde.

## Größte Städte
Hauptstadt und bevölkerungsmäßig größte Stadt der Region ist Bologna mit 390.098 Einwohnern, die nachfolgenden Städte nach Einwohnerzahl sind:
| Stadt              | Einwohner |
| ------------------ | --------- |
| Parma              | 198.121   |
| Modena             | 184.597   |
| Reggio nell’Emilia | 171.207   |
| Ravenna            | 156.304   |
| Rimini             | 150.046   |
| Ferrara            | 129.391   |
| Forlì              | 117.050   |
| Piacenza           | 102.887   |
| Cesena             | 96.066    |

Alle Angaben mit Stand vom 31. Dezember 2023

## Geschichte

### Antike

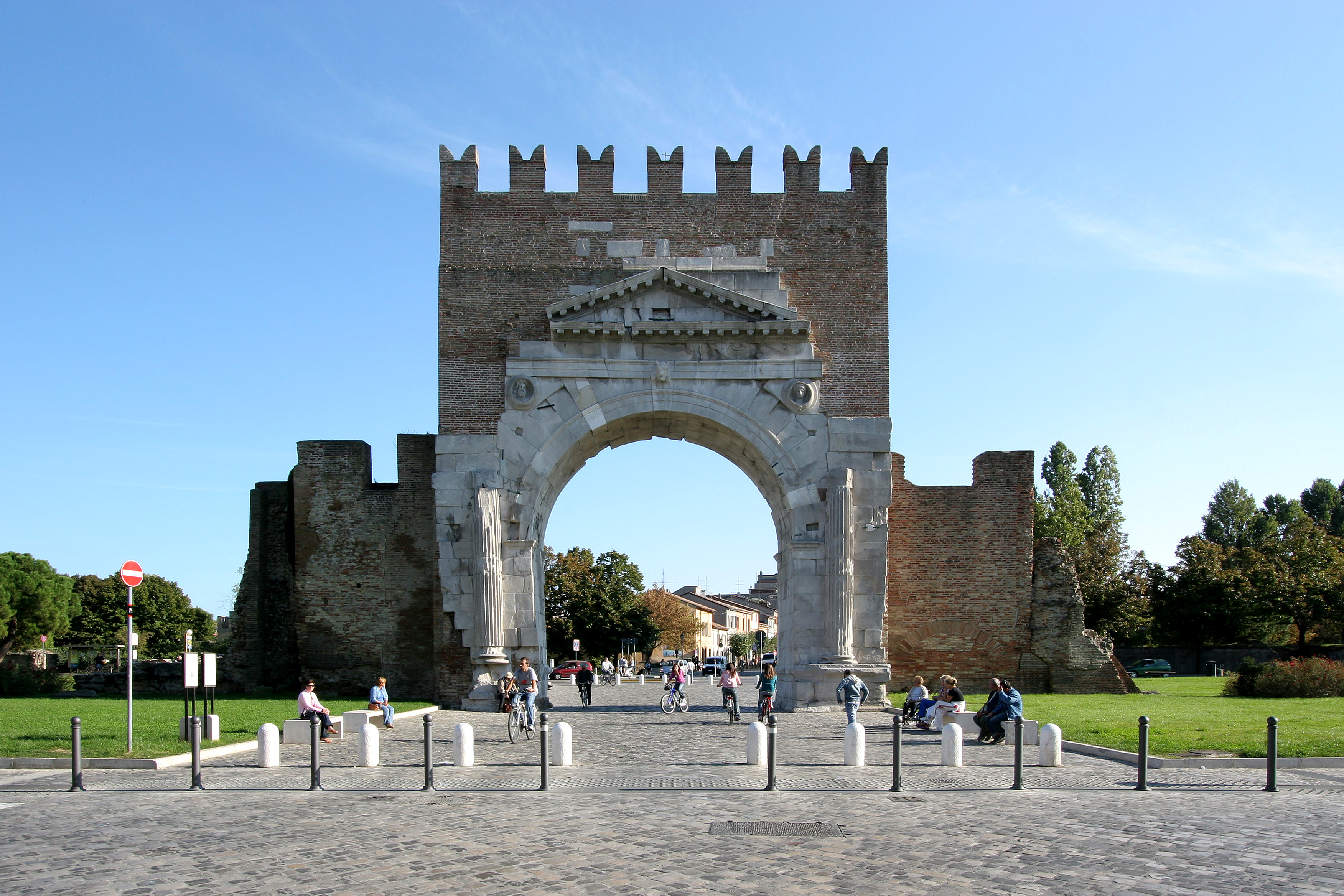
Der Augustusbogen in Rimini ist einer der ältesten erhaltenen römischen Ehrenbögen und repräsentiert eine frühe Form des Bautyps.

Unter der Verwaltungseinteilung des Augustus war das Gebiet der Aemilia (auch Gallia cispadana, d. h. der diesseits des Po gelegene Teil der Gallia cisalpina) die achte Region Italiens. Der Name leitet sich von der Via Aemilia ab, der römischen Straße, die das Gebiet zwischen Ariminium (Rimini) und Placentia (Piacenza) Richtung Nordwesten durchquert. Er kam schon zur Zeit Martials allgemein in Gebrauch.
Das Gebiet um Ravenna wurde im Allgemeinen nicht als Teil der Aemilia betrachtet, deren wichtigste Stadt Placentia war. Im 4. Jahrhundert wurden Aemilia und Liguria zu einer Provinz zusammengefasst. Danach stand die Aemilia für sich, wobei Ravenna mehrmals zeitweise hinzugefügt wurde.

### Pippinische Schenkung und Bildung von Kommunen
In der byzantinischen Zeit wurde Ravenna Sitz des Exarchats von Ravenna. Die Langobarden bezeichneten dieses Gebiet als Romania, um es von dem von ihnen kontrollierten Gebiet, der Langobardia, zu unterscheiden. Nachdem die Langobarden zwei Jahrhunderte lang versucht hatten, das Gebiet von Ravenna, Bologna, Forlì, Faenza, Rimini zu unterwerfen, nahm Pippin diese Städte von Aistulf und gab sie zusammen mit der Mark Ancona 755 dem Papsttum. Unter dem Namen Romagna gehörte das Gebiet von da an zumindest nominell dem Kirchenstaat. Zunächst war jedoch der Erzbischof von Ravenna vorherrschend, und die Romagna war auch weiterhin zwischen Papst und Kaiser umstritten.
Die anderen wichtigen Städte der Emilia – Ferrara, Modena, Reggio, Parma, Piacenza – waren dagegen unabhängig. In der Zeit der Unabhängigkeit der italienischen Stadtstaaten hatte jede der großen Städte der Emilia, ob in der Romagna oder nicht, ihre eigene Geschichte. Trotz der Fehden zwischen Guelfen und Ghibellinen erlebten sie eine Blüte. Der Einfluss des Kaisers bildete ein Gegengewicht zur päpstlichen Gewalt.

### Entwicklung der Romagna
Nikolaus III. bekam die Romagna 1278 mittels eines Konkordats mit Rudolf von Habsburg unter Kontrolle, aber der Kirchenstaat zerfiel während der Avignon-Päpste beinahe und wurde nur durch die Bemühungen von Kardinal Albornoz aufrechterhalten, einem Spanier, der 1353 von Innozenz VI. nach Italien geschickt wurde. Dennoch kann man die päpstliche Oberherrschaft kaum mehr als nominell nennen.
Dieser Status endete erst, als Cesare Borgia, der natürliche Sohn von Alexander VI., die meisten der Fürsten der Romagna beseitigte, um eine eigene Dynastie zu begründen. Beim Tod Alexanders waren es seine Nachfolger im Papstamt, die Borgias Politik fortführten und von seinem Werk profitierten. Die Städte waren von da an dem Papsttum unterstellt und wurden von Legaten verwaltet.
Im Gebiet der heutigen Emilia-Romagna wurden für die jüdische Bevölkerung in Correggio, Guastalla, Reggio Emilia, Carpi, Modena, Bologna, Cento, Ferrara, Lugo und Rimini mit dem Ziel der Segregation zehn sogenannte Ghettos eingerichtet.

### Entwicklung der verschiedenen Herzogtümer der Emilia

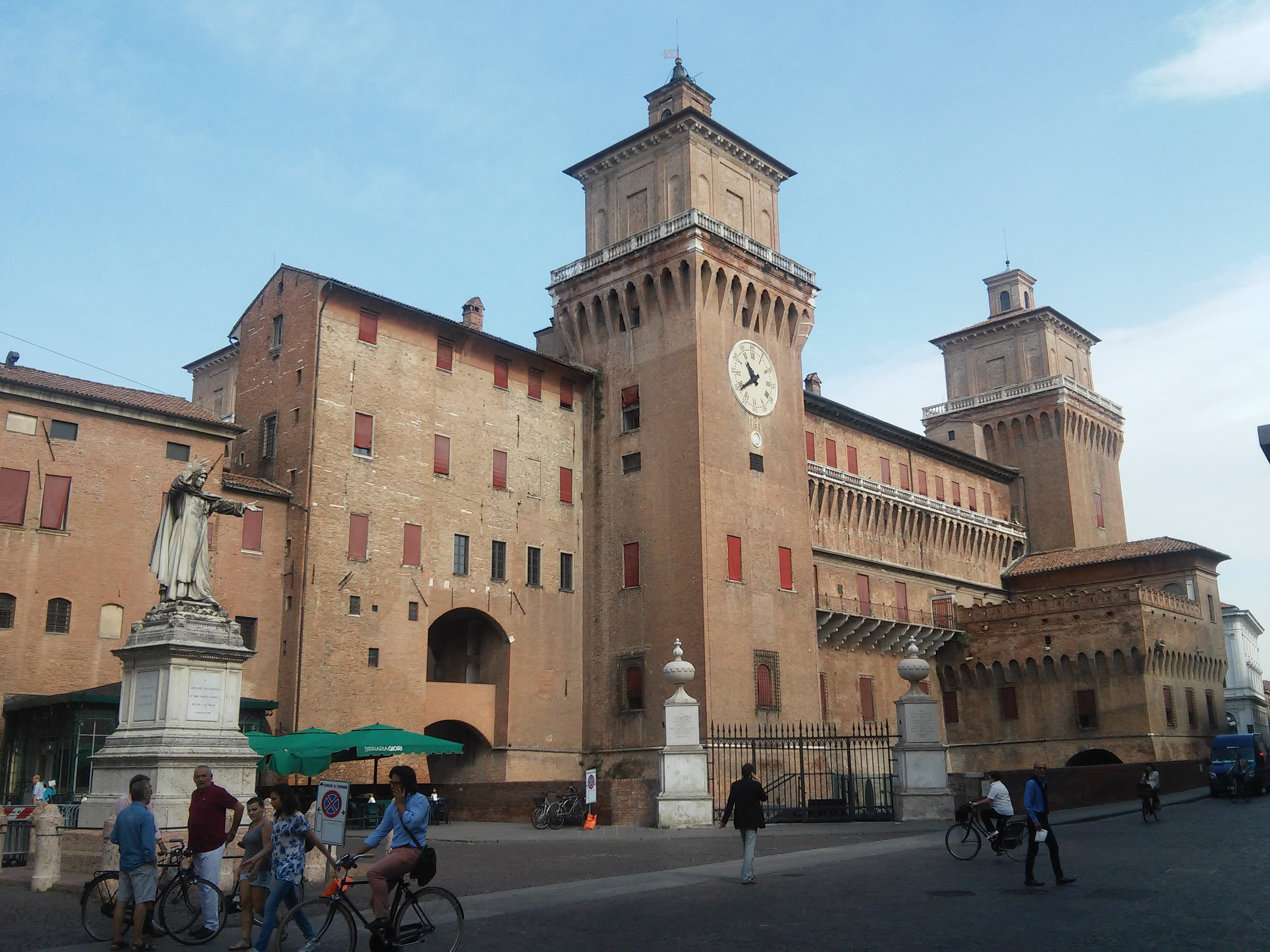
Castello Estense in Ferrara

Ferrara und Comacchio verblieben beim Haus Este, bis sie nach dem Tod Alfonsos II. 1597 als vakante Lehen von Papst Clemens VIII. beansprucht wurden. Modena und Reggio, die Teil des Herzogtums Ferrara gewesen waren, bildeten nun ein eigenes Herzogtum unter einem Nebenzweig des Hauses Este, der aus dem unehelichen Sohn Cesare von Alfonso I. hervorging.
Carpi und Mirandola waren kleine Fürstentümer. Carpi ging 1525 auf das Haus Este über, als Karl V. die Pio-Familie vertrieb. Mirandola wurde von der Familie Pico regiert, bis sich Francesco Maria aus diesem Haus im Spanischen Erbfolgekrieg auf die französische Seite stellte. Ihm wurde deshalb 1709 von Kaiser Joseph das Herzogtum weggenommen, das 1710 an das Haus Este verkauft wurde.
Parma und Piacenza standen zunächst unter der Herrschaft der Farnese, nachdem Papst Paul III. dort 1545 seinen natürlichen Sohn Pier Luigi installiert hatte. Nachdem die Familie 1731 ausgestorben war, regierte dort ein sekundärer Zweig der spanischen Bourbonen.

### Von der Französischen Revolution bis zur Gründung des Königreichs Italien
Von 1796 bis 1814 wurde die Emilia-Romagna 1799 erst in die Cispadanische Republik, dann in die Cisalpine Republik eingegliedert und war Bestandteil des napoleonischen Königreichs Italien. Nach 1814 führte die Restauration zu einer Rückkehr zu der vorherigen Machtverteilung. Die Romagna fiel an den Kirchenstaat und seine kirchliche Regierung. Das Herzogtum Parma ging an Marie Louise, die Gattin des abgesetzten Napoleon, und Modena an den Erzherzog Franz von Österreich, den Erben des letzten Este.
In der Romagna und in Modena war die Regierung repressiv, willkürlich, korrupt und rückschrittlich, während in Parma die Dinge besser standen. 1821 gab es einen erfolglosen Versuch einer Revolte in der Emilia, der streng und brutal unterdrückt wurde. Die chronische Unzufriedenheit ging weiter und die Revolution von 1848–1849 wurde abermals von österreichischen Truppen unterdrückt. 1859 war der Unabhängigkeitskampf schließlich erfolgreich, und die Emilia ging 1861 fast widerstandslos im Königreich Italien auf.

### Von 1861 bis heute
Zu Beginn des 20. Jahrhunderts setzte in den Städten der Region die Industrialisierung ein und es entstand die Arbeiterbewegung. Während des Faschismus, vor allem in den Jahren 1943 bis 1945, war die Emilia-Romagna, die auch die Heimatregion Mussolinis war, ein Zentrum des Widerstandes (Resistenza). Nach 1945 war sie eine der verlässlichen Hochburgen der Kommunistischen Partei Italiens; die damaligen Spannungen zwischen traditionellen Autoritäten wie der Kirche und den Kommunisten wurden u. a. in den Erzählungen über Don Camillo und Peppone verewigt. Mit dem Niedergang der Kommunistischen Partei und dem wirtschaftlichen Strukturwandel in den 1980er und 1990er Jahren änderte sich die regionale politische Landschaft, politisch dominiert heute der sozialdemokratische Partito Democratico.

## Verwaltungsgliederung
Zur Region Emilia-Romagna gehören folgende acht Provinzen und eine Metropolitanstadt:

Provinzen und Metropolitanstadt der Emilia-Romagna

| Provinz bzw. Metropolitanstadt | Hauptstadt         | ISO   | Gemeinden | Einwohnerzahl (31. Dezember 2023) | Fläche (km²) | Bevölkerungs- dichte (Einw./km²) |
| ------------------------------ | ------------------ | ----- | --------- | --------------------------------- | ------------ | -------------------------------- |
| Bologna                        | Bologna            | IT-BO | 56        | 1.017.536                         | 3.702,53     | 275                              |
| Ferrara                        | Ferrara            | IT-FE | 21        | 339.664                           | 2.635,12     | 129                              |
| Forlì-Cesena                   | Forlì              | IT-FC | 30        | 392.812                           | 2.376,80     | 165                              |
| Modena                         | Modena             | IT-MO | 47        | 706.445                           | 2.688,65     | 263                              |
| Parma                          | Parma              | IT-PR | 44        | 454.149                           | 3.449,32     | 132                              |
| Piacenza                       | Piacenza           | IT-PC | 48        | 285.389                           | 2.589,47     | 110                              |
| Ravenna                        | Ravenna            | IT-RA | 18        | 387.229                           | 1.858,49     | 208                              |
| Reggio Emilia                  | Reggio nell’Emilia | IT-RE | 45        | 528.877                           | 2.292,89     | 231                              |
| Rimini                         | Rimini             | IT-RN | 27        | 339.837                           | 863,58       | 393                              |
| Emilia-Romagna                 | Bologna            | IT-45 | 336       | 4.451.938                         | 22.123,09    | 176                              |

## Sprachen
Bedeutende regionale Mundarten sind das Emilianische und das Romagnol, die oft zu einem Dialekt zusammengefasst werden. Diese werden den Norditalienischen Dialekten zugerechnet, da sie nördlich der Linie La Spezia – Rimini liegen. Schrift- und Amtssprache ist jedoch italienisch.

## Wirtschaft
Die Region ist nach der Lombardei und dem Aostatal die drittwohlhabendste Italiens. Im Jahr 2015 lag das regionale Bruttoinlandsprodukt je Einwohner, ausgedrückt in Kaufkraftstandards, bei 119 % des Durchschnitts der EU-28. Im Jahr 2017 betrug die Arbeitslosenquote 6,7 % und lag damit unter dem landesweiten Durchschnitt. Seit den 1850er Jahren ist die Emilia-Romagna ein Zentrum der Genossenschaftsbewegung; seit der Jahrtausendwende wird jährlich ein Drittel der Wirtschaftsleistung der Region durch Genossenschaften erwirtschaftet.

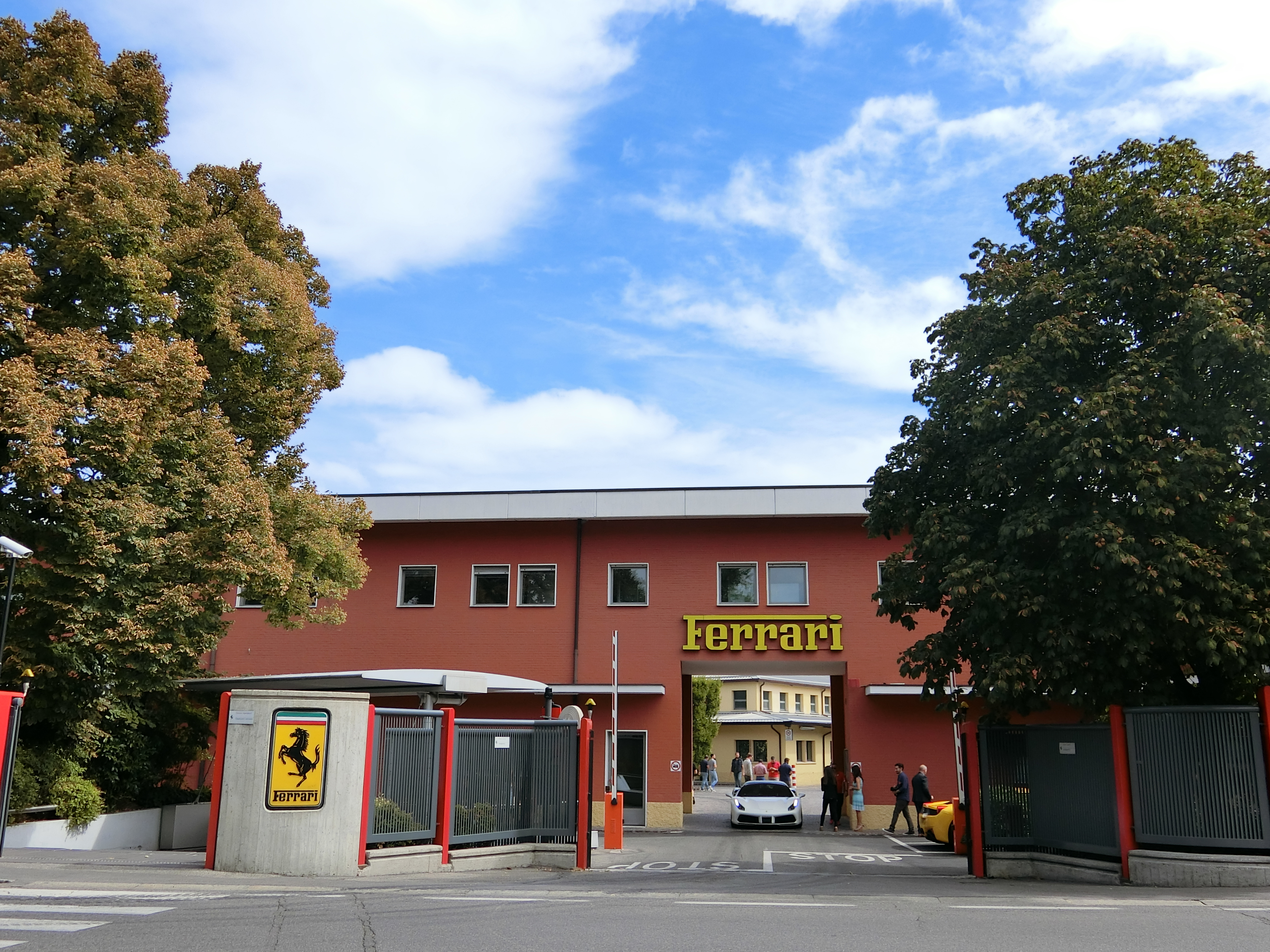
Ferrari-Werke in Maranello

Daneben ist Emilia-Romagna die Heimat der italienischen Sportwagenmarken Ferrari, Lamborghini, Maserati, De Tomaso und Pagani, der Motorradhersteller Ducati, Moto Morini und Bimota sowie zahlreicher Automobil- und Motorradmuseen. Die Region bezeichnet sich deshalb selbst als Terra di Motori (Land der Motoren).
Die Comet S.p.A. (gehört zur Emak-Gruppe) in Reggio Emilia ist einer der größten Pumpenhersteller weltweit. Außerdem werden Hochdruckreiniger und Industriesauger hergestellt. Sassuolo, südlich von Modena, ist eines der weltgrößten Fliesen-Produktionszentren mit über 40 Betrieben, die in alle Welt exportieren.

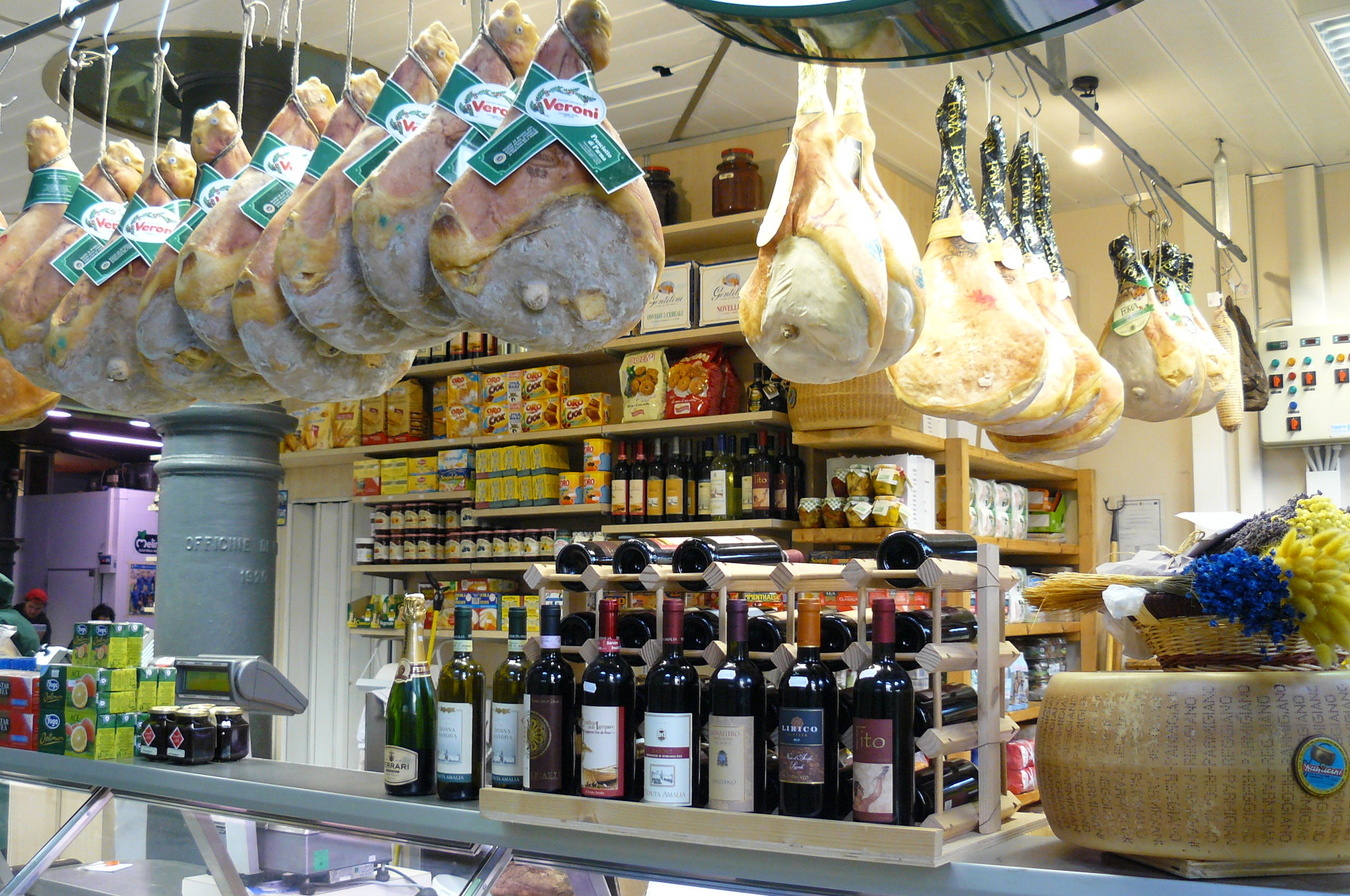
Lebensmittel der Region in einem Laden in Ravenna

Im Raum von Modena wird der echte Balsamicoessig nach jahrhundertealter Tradition produziert. Die Provinzen Reggio Emilia und Parma sind das Zuhause des markenrechtlich geschützten Parmigiano Reggiano, des echten Parmesan. In den Hügeln um Parma produziert man den Parmaschinken. Parma ist auch Hauptsitz des Lebensmittelkonzerns Barilla, eines der größten Pasta-Hersteller der Welt.
Tourismus ist in der gesamten Region zu finden: Thermaltourismus in Salsomaggiore Terme im Westen und Riolo Terme im Südosten der Region, Städte- und Kulturtourismus vor allem in Parma, Modena, Bologna, Ravenna und Ferrara, Naturtourismus im Po-Delta und den Naturreservaten im Apennin, Badetourismus an der Adriaküste (Rimini, Cervia mit Milano Marittima und Cesenatico).
Politik
Bei der Parlamentswahlen in Italien 2022 waren die Wähleranteile in Emilia-Romagna für den Senat folgende: Partito Democratico 27,7 %, Fratelli d’Italia 25,0 %, Movimento 5 Stelle 10,0 %, Azione/Italia Viva 8,5 %, Lega 7,7 %, Forza Italia 5,6 %, Alleanza Verdi e Sinistra 4,5 %, Più Europa 3,3 %, Italexit per l’Italia 1,9 %, Unione Popolare 1,4 %, Italia Sovrana e Popolare 1,2 %, Vita 1,1 %, Partito Animalista Italiano 0,6 %, Noi Moderati 0,6 %, Impegno Civico 0,3 %, Alternativa per l‘Italia - No Green pass 0,3 %, Destre Unite 0,1 %, Noi di Centro – Europeisti 0,1 %.

## Sport
In der Emilia-Romagna befinden sich mehrere bekannte Rennstrecken. So liegt in Imola das Autodromo Enzo e Dino Ferrari, auf der neben Motorrad-Grands-Prix auch Formel-1-Läufe stattfinden. In Misano Adriatico befindet sich der Misano World Circuit Marco Simoncelli, auf dem regelmäßig Motorrad- und Superbike-WM-Läufe ausgetragen werden. In dem kleinen Ort Fiorano Modenese in unmittelbarer Nachbarschaft zum Stammsitz in Maranello bei Modena betreibt Ferrari die private Rennstrecke Pista di Fiorano.
Die Region ist außerdem Heimat einiger bekannter italienischer Fußballvereine, wie des FC Bologna oder des FC Parma.

## Sonstiges
- In Brescello, einem kleinen Dorf nahe dem Po, nördlich von Parma, wurde nach dem Zweiten Weltkrieg die Filmreihe Don Camillo und Peppone gedreht (Außenaufnahmen, die Studioaufnahmen wurden in Rom in der Cinecittà gefilmt). Heute erinnert ein kleines, aber sehenswertes Museum an diese beiden Figuren (mit dem legendären Beiwagen und dem Panzer). Auch das Kreuz, zu dem Don Camillo stets redet, kann man noch in der Kirche sehen.
- Comacchio, nahe dem Po-Delta, kann eine Brücke (Ponte Trepponti) mit fünf Treppenaufgängen vorweisen.
- In dem kleinen Städtchen Predappio, südlich von Forlì, wurde Benito Mussolini geboren; er ist dort auch begraben.
- Das bekannteste Lied dieser Region ist Romagna mia, im Jahr 1954 von Secondo Casadei geschrieben.
- Am Sonntagmorgen des 20. Mai 2012 erschütterte um 04:04 Uhr ein Erdbeben der Magnitude 6,0 mit Epizentrum bei Camposanto[8] Norditalien und verursachte große Schäden. Besonders betroffen waren die Provinzen Modena und Ferrara.[9] Mehrere Menschen starben, einige Tausend wurden obdachlos. Es war das schwerste Beben seit 500 Jahren in der Region, die nicht zu den tektonisch stark gefährdeten Gegenden Italiens zählt.[10] Am Vormittag des 29. Mai folgte ein Erdbeben der Magnitude 5,8 in derselben Region mit Epizentrum bei Medolla.[11]